# セルティック・パーク
セルティック・パーク（Celtic Park）は、スコットランド・グラスゴーのサッカー専用スタジアム。パークヘッド（Parkhead）、パラダイス（Paradise）の愛称で知られる。セルティックFCのホームスタジアム。収容人数は60,832人。

## 概要
エディンバラにあるラグビー競技場マレーフィールド・スタジアム（67,800収容）に次いでスコットランドで2番目に大きいスポーツ競技場である。また、サッカークラブのスタジアムとしては、マンチェスター・ユナイテッドのオールド・トラッフォード（76,212人収容）に次いでイギリスで2番目に大きい。
設計者は、アンフィールド、スタンフォード・ブリッジ、ヒルズボロ・スタジアム、アイブロックス・スタジアムなど数多くのサッカースタジアムを設計したスコットランドの建築家アーチボルド・リーチ（Archibald Leitch）。
スタジアム西側のスタンドは、1965年から1978年までセルティックを率い、1966-67シーズンにUEFAチャンピオンズカップ（現UEFAチャンピオンズリーグ）優勝に導いた名監督ジョック・ステインにちなみ「ジョック・ステイン・スタンド」と名付けられている。

## ギャラリー

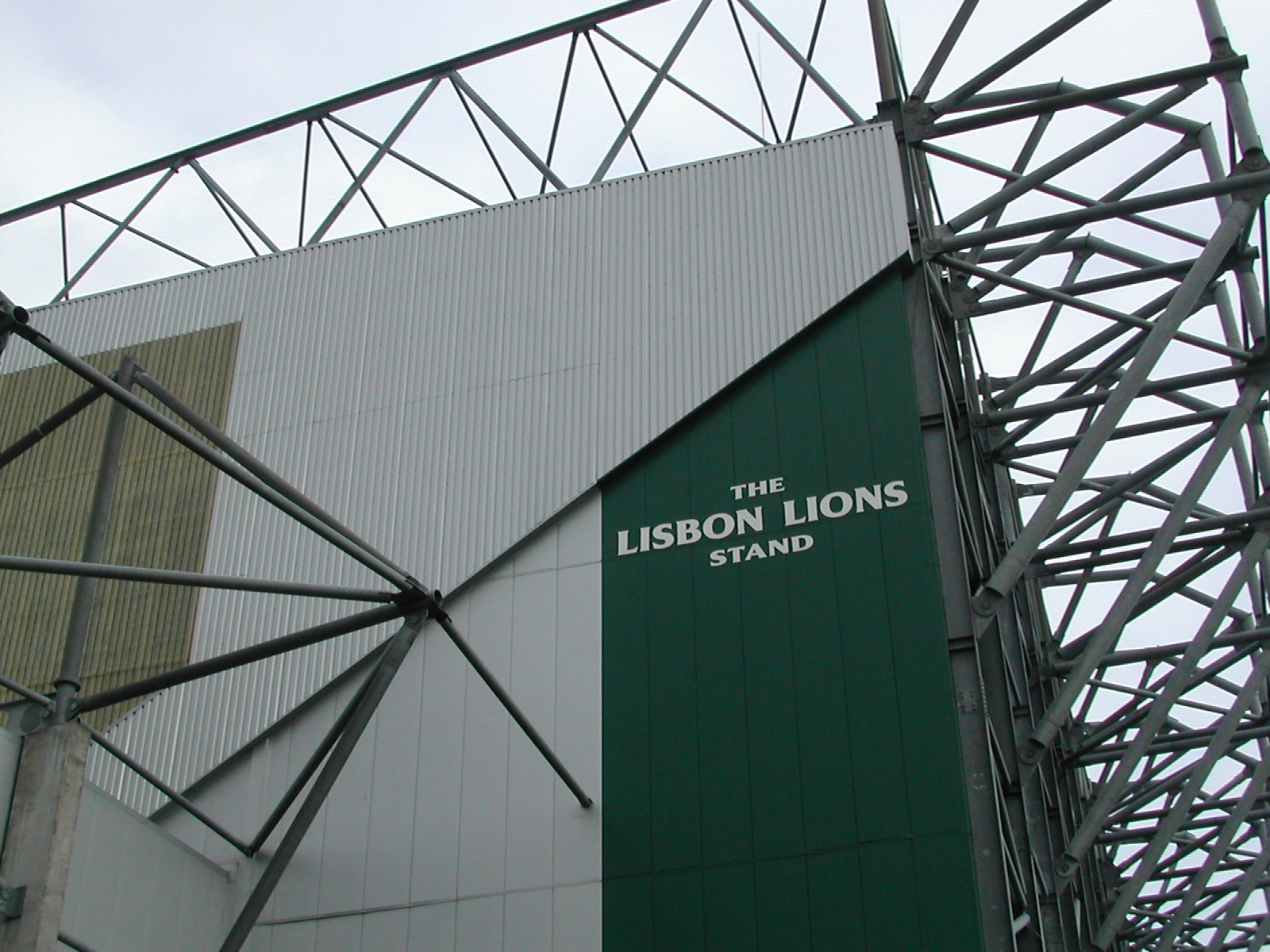
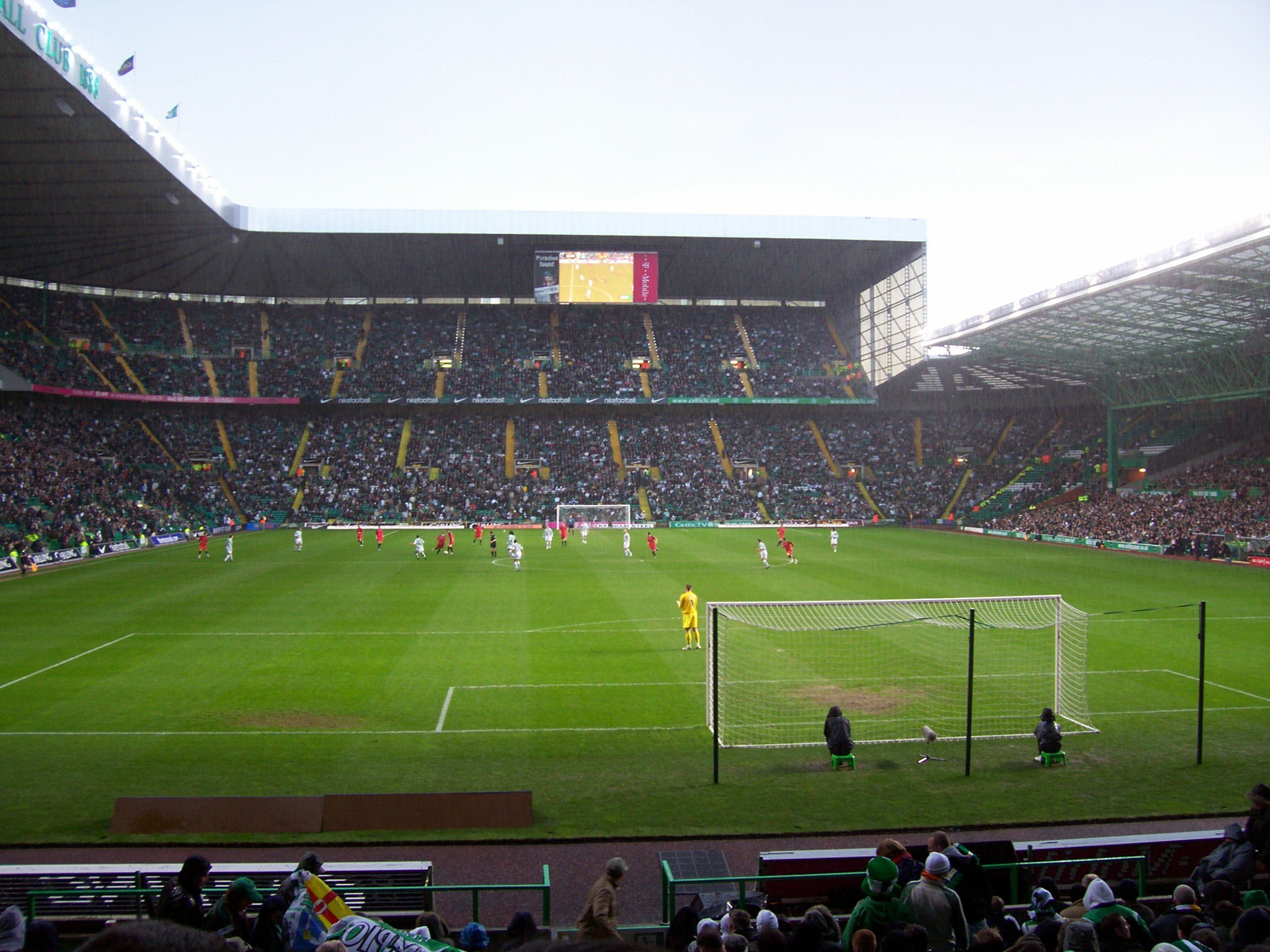
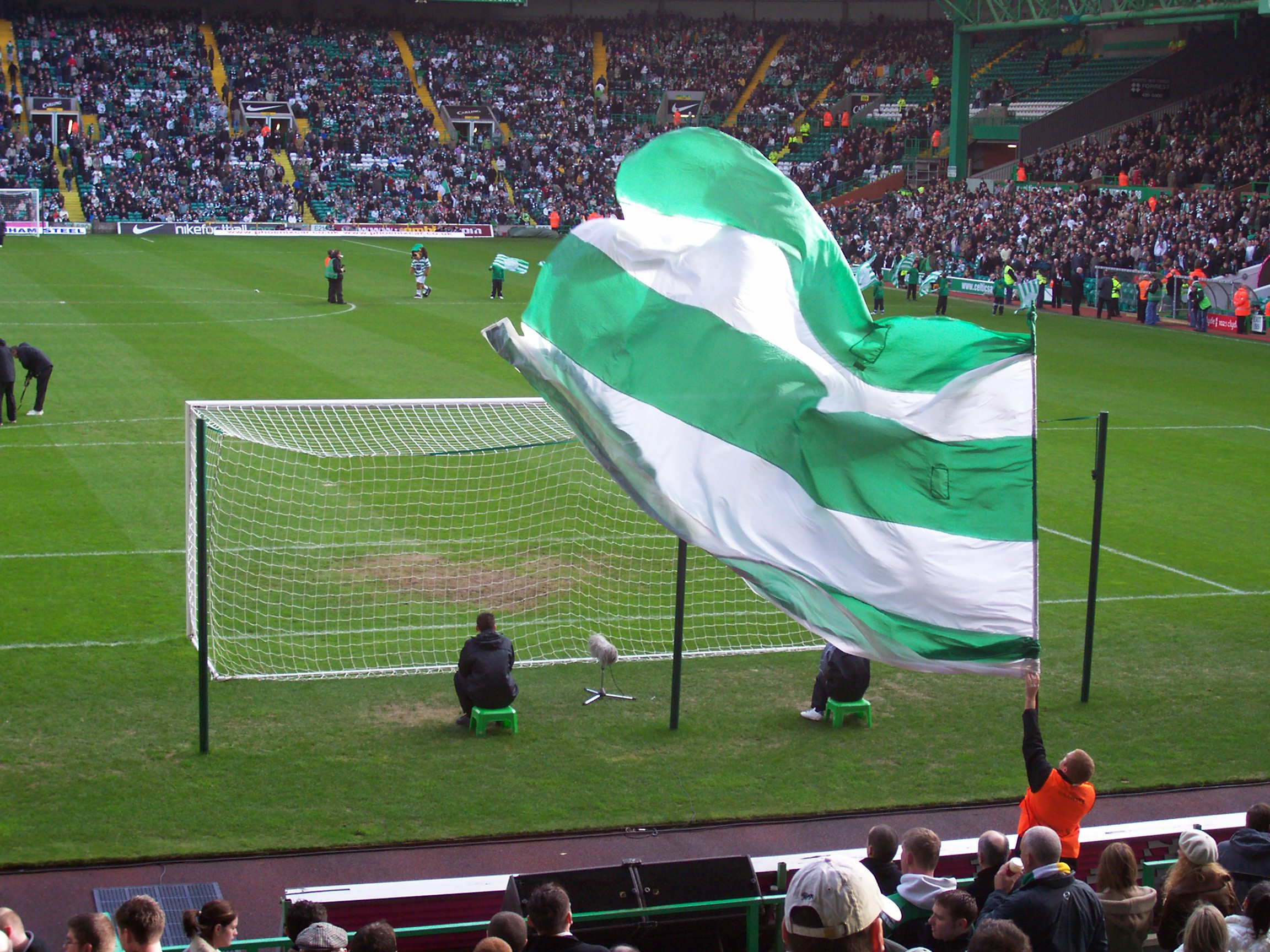
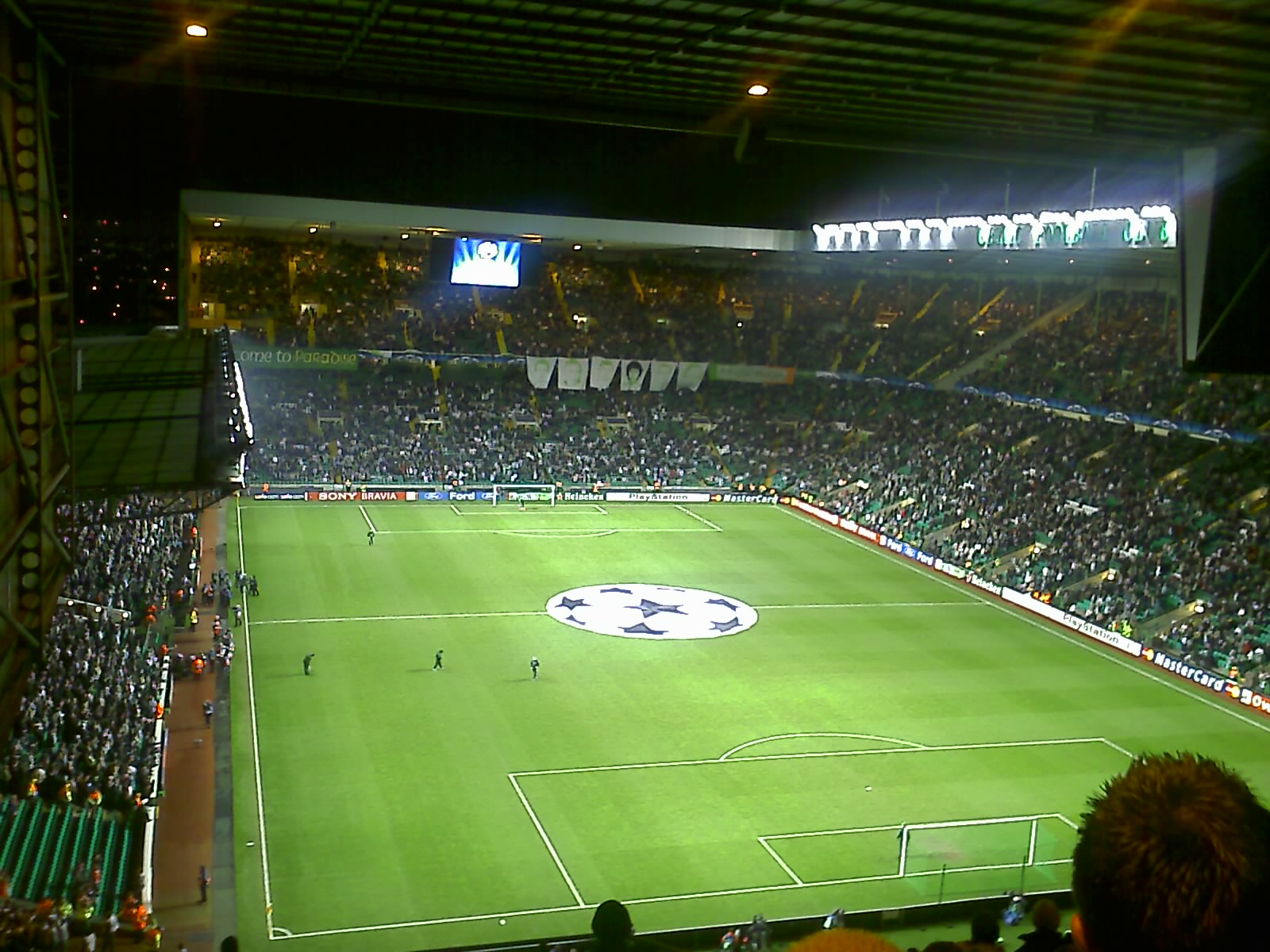
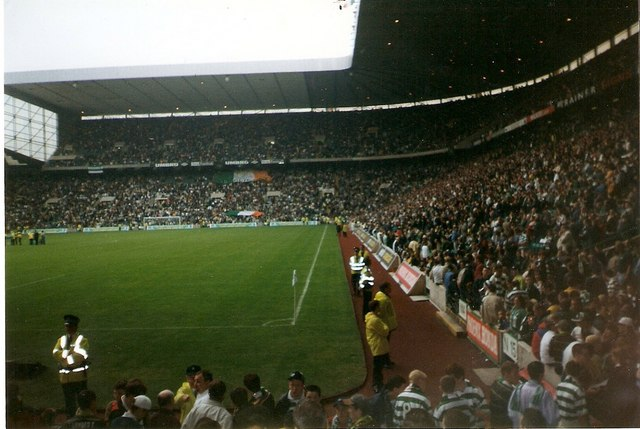